# Crimthann mac Énnai
Crimthann mac Énnai (m. 483) fue un Rey de Leinster de Uí Cheinnselaig entre los Laigin. Era hijo de Énnae Cennsalach, el antepasado de esta dinastía.

## Biografía
No se sabe cuándo accedió al trono pero, en los registros analísticos de la Batalla de Áth Dara, en el Río Barrow en Mag Ailbe (Condado Del sur Kildare), en 458, tanto los Anales de Ulster como el Chronicon Scotorum mencionan a Crimthann como el líder de las fuerzas Laigin. Los Laigin derrotaron al Rey Supremo Lóegaire mac Néill (m. 462) y le capturaron. Fue liberado después de que prometiera no volver a exigir tributo en ganado de Leinster.
Crimthann fue bautizado por San Patricio en Ráith Bilech (Rathvilly Moat, Co.Carlow)
Los Anales de los Cuatro Maestros afirman que estuvo presente en la Batalla de Ocha de 482 cuándo el rey supremo Ailill Molt murió pero esto no es confirmado por los otros anales.
Los anales registran que murió (mortalmente herido) en 483 y el Chronicum Scotorum especifica que Eochaid Guinech de Uí Bairrche y los hombres de Arad Cliach fueron los responsables. Los Anales de los Cuatro Maestros declaran que Eochaid Guinech era el hijo de su hija. Los Uí Bairrche probablemente mantuvieron una posición predominante en la parte del sur de Leinster antes del ascenso de los Uí Cheinnselaig.
Según Keating, el nombre de su mujer era Congain. Tuvieron una hija llamada Eithne Uatahach (m.490), que fue criada entre los Deisi y se casó con Óengus mac Nad Froích (m.490), primer rey cristiano de Munster. Fue asesinada junto con su marido en la Batalla de Cenn Losnada en Mag Fea (cerca de Leighlin, Condado Carlow) en 490 por los Uí Dúnlainge y el mismo Eochaid Guinech de Uí Bairrche que había matado a su padre.
Tuvo al menos un hijo, Nath Í mac Crimthainn, Rey del Uí Cheinnselaig. Los hijos de Nath Í fueron Éogan Cáech (rey del Uí Cheinnselaig), fundador de los Síl Fáelchán, Sil Máeluidir, Síl nÉladaig, y Síl Mella septs; Cormacc, fundador de los Sil Chormaic; y Ailill, abuelo del rey de Irlanda Áed mac Ainmuirech.
En los Kinsella (Chennselaigh) y otras genealogías, la primera mujer de Crimthann mac Ennai y madre de Nath Í, era Mel - también mencionada en La Expulsión de los Déisi (Dessi, Deissi). Según la Expulsión, Crimthann se casó con dos de las hermanas de Mel. La segunda hermana fue madre de Ingren (sp) que fue la madre del nieto asesino de Crimthann, Eochaid Guinech de los Uí Bairrche. La otra hermana fue la madre de Eithne Uatahach, que solo le dio una hija.
De la Expulsión: "Las tres hijas de Ernbrand, Mell y Belc y Cinniu se casaron las tres con Crimthann, una tras otra. De Mell son los Sil Mella, de Belc el Hui Beilce. Cinniu sólo le dio a Ethne." Los Sil Mella y Ui Meala se refieren a descendientes de Mell.